# Ted Nelson
Theodor Holm Nelson (1937) és un filòsof, sociòleg i pioner al camp de les Tecnologies de la Informació i la Comunicació (TIC). El 1963, va crear el terme hipertext a l'article No more teachers's dirty looks i, el 1960, inicià el projecte Xanadu que encara persegueix la creació d'una xarxa d'informació amb una estructura més profunda que el web.
La idea de Xanadu va sorgir després d'una visita al Xerox PARC, i consistia bàsicament a concebre un document global i únic "docuverse", que abastaria tot allò escrit al món, mitjançant una gran quantitat d'ordinadors interconnectats, que contenguessin tot el coneixement existent o, millor expressat, informació en forma d'hipertext. Pretenia crear un mar de documents relacionats mitjançant enllaços hipertextuals, tots disponibles (premonició de la World Wide Web).
Nelson es caracteritza pel seu punt de vista crític enfront del model actual de les TIC, i això l'empeny a la cerca de millors alternatives. Tal com explica al seu web personal, es dedica a construir paradigmes i es defineix com una persona que sol estar en la contra del pensament més generalitzat.
Nelson també és professor visitant a l'Oxford Internet Institute la Universitat d'Oxford i professor visitant de la Universitat de Southampton i treballa en el projecte ZigZag un nou concepte de base de dades.

## Inicis de la seua vida i l'educació
Nelson és el fill de Ralph Nelson, el director guanyador del premi Emmy, i de Celeste Holm, l'actriu guanyadora del premi Oscar. El matrimoni dels seus pares fou breu i va ser criat majoritàriament pels seus avis, primer a Chicago i després a Greenwich Village.
Nelson aconseguí graduar-se amb el títol de batxillerat a Swarthmore College el 1959. Mentre estava allà va fer una pel·lícula experimental d'humor estudiantil anomenada The Epiphany of Slocum Furlow, on l'heroi titular descobreix el sentit de la vida.